# Даворка Даша Боснић
Даворка Даша Боснић (ромс. Davorka 'Dasha' Bosnic, Пазин, 18. новембар 1959) српска је певачица ромске музике, музичар, текстописац и један од оснивача познатог музичког састава овог жанра Ођила.

## Биографија

### Порекло детињство и младост
Даворка - Даша Боснић је рођена Пазину (Истра, Хрватска), 18. новембра 1959. године, а одрасла у Црвенки, Врбасу и Београду. Њен отац Илија Боснић рођен је Миљевцима у данашњој Славонији, а пореклом је из Лике. Њена мајка Милица Боснић (девојачко презиме Бајић), рођена је у Таринцима код Штипа у данашњој Македонији. Дашин отац Илија, завршио је школу и одмах по завршетку, био послат у Истру. Он је волео Истру и истарски живот, а знао је да лепо свира гитару и пева. Пошто је знао течно руски језик, знао је доста руских песама, поред француских шансона и италијанских канцона. Даворка је доста песама научила уз оца, а највећу љубав је посветила руској и ромској музици.

### Музичка каријера
Након средње школе, 1978. године уписује студије клиничке психологије на Универзитету у Београду. 1983. године је апсолвирала, али се окренула музици, напустивши студије, пре завршног испита. Музичко искуство је стекла у Академском хору "Бранко Крсмановић", под уметничким вођством Даринке Матић Маровић (1980—1983). Године 1983. са Игором Дуњићем Звержхановским, Сањом Узелац и Слободаном Симоновићем, Даша Боснић формира групу "Ођила". Текстове, музику и аранжмане су писали Даша и остали чланови групе. Са бендом је снимила пет албума, од којих су два била у златном тиражу и продала на дестине хиљада плоча. Даша бира циганску музику као непресушан уметнички изазов, а свој препознатљив стил гради на истанчаној интерпретацији, са посебним освртом на сценску експресивност и дубоки емотивни "патос". Дајући једну нову димензију циганској музици и превазилазећи лимите фолклорне изражајности, "Ођила" наступа по најзначајнијим концертним сценама и театрима, широм света. Циганка, омиљена Дашина улога, води је музиком и позоришним сценама до филма. 1989. године у филму "Осми дан у недељи" Божидара Николића, игра главну улогу, док музику за филм, као ауторско остварење, ради "Ођила". Након избијања рата и распада државе, распада се и бенд, а Даша одлази у Италију где 1999. године учествује као један од шест протагониста у позоришној представи "Spara alla Pioggia" (пуцај у кишу), у режији - Ђорђа Росија (Giorgio Rossi). Након вишегодишњег рада у Италији, Даша се 2005. године враћа у Србију са иницијативом поновног окупљања састава "Ођила". На Дашин и Сањин предлог, 2007. године "Ођила" се поново окупља и наступа широм Србије и света на разним концертним манифестацијама, позоржним представама и осталим Кабаре изведбама. У оквиру светског дана Рома 8. априла, Даша и "Ођила" одржавају годишњи велики концертни наступ у београдском Сава центру. По повратку у земљу, остварује сарадњу са талентованим, мултимедијалним уметником Зораном Таировићем из Новог Сада и као један од протагониста ради у пројектима интеркултуралног ТЕАТРА III/40 чији је члан од 2008. године.

### Приватни живот
Од 2007. године ради у Заводу за јавно здравље Сомбор, као референт за комуникацију (промоција здравља - социјална медицина). 2008. године уписује Факултет за пословно правне студије у Новом Саду (одсек - пословна психологија), а 2011. године стиче звање дипломираног психолога у области пословне психологије.

### Хуманитарни рад
Од 2010. године, као медијатор се појављујује у раду уметничке радионице ЛИМ, на тему "људи са посебним потребама", где се гласом, као основним средством комуникације указивало на свест о себи, о сопственом емотивном стању као релевантној вредности у непосредној комуникацији са другима, које на једнак начин, активно доживљавамо, без ослањања на претходна сазнања или стереотипе. 2013. године, координира и води пројекат превенције наркоманије међу младима "Избор је твој", којим настоји скренути пажњу ауторитета на важност емоционалног ВАСПИТАЊА, кроз формални образовни систем.
Наставља да се бави послом у оквиру музичке културе, уз посао који обавља у Заводу за јавно здравље. Указује на потребу увођења емоционалног васпитања у образовни систем, почев од најранијих узраста, како би децу и омладину, на прави и свеобухватан начин, оспособили за суочавање са све већим искушењима "пред лошим животним изборима".

## Дискографија
- 1984 — Циганочка
- 1987 — Јехал Циган
- 1990 — Музика из филмова
- 1994 — Fantasia Tzigana (Циганска Фантазија)
- 1995 — Ођила

## Филмографија
- 1989 — Осми дан у недељи

## Награде
- 1985 — Најбоља интерпретација на радиофонијском конкурсу у Прагу.
- 1987 — Друга плоча добија награду Орфеј као најбоље издање у Југославији.